# Divisione No. 16 (Saskatchewan)
La Divisione No. 16 è una divisione censuaria del Saskatchewan, Canada di 37 118 abitanti.

## Comunità
- Comunità principali
  - Big River
  - Blaine Lake
  - Leask
  - North Battleford
  - Radisson
  - Shellbrook
  - Spiritwood
- Municipalità rurali
  - RM No. 405 Great Bend
  - RM No. 406 Mayfield
  - RM No. 434 Blaine Lake
  - RM No. 435 Redberry
  - RM No. 436 Douglas
  - RM No. 437 North Battleford
  - RM No. 464 Leask
  - RM No. 466 Meeting Lake
  - RM No. 467 Round Hill
  - RM No. 493 Shellbrook
  - RM No. 494 Canwood
  - RM No. 496 Spiritwood
  - RM No. 497 Medstead
  - RM No. 555 Big River